# 症状自评量表
症状自评量表（简称 SCL 90-R）又，亦称 90 种症状清单，是由培生集團评估与信息中心下属临床评估组发布的一种自我心理评测工具。

## 來源
1. ↑  . Pearson: Clinical Psychology. Pearson Education, Inc. （原始内容存档于13 May 2016）. 已忽略未知参数|df= (帮助)

## 扩展链接
1. 培生集团评估中心对 SCL90 的描述 （页面存档备份，存于）